# Ao, le dernier Néandertal
Ao, le dernier Néandertal (prt Ao, o Último Neandertal) é um filme francês de ficção pré-histórica paleoantropológica de 2010, dirigido por Jacques Malaterre, e é vagamente baseado no primeiro romance da trilogia Aô, l'homme ancien de Marc Klapczynski.

## Enredo
O filme se passa aproximadamente 30.000 anos antes do presente e se concentra no período de coexistência entre os neandertais e os Cro-Magnons, onde as duas populações compartilhavam algumas partes da paisagem da Eurásia.
O filme começa no norte da Sibéria com dois neandertais; Aō e Boorh entregando comida ao seu clã depois de caçar alces. Quando chegam à caverna, percebem que a esposa de Aō está no meio do nascimento de sua filha, a quem ele nomeia como Néā. Um dia, depois de voltar de uma caça aos ursos polares, Aō descobre que seu clã, incluindo sua esposa e sua filha bebê Néā foram massacrados em sua caverna (por uma razão que deve ser desconhecida) pelos humanos Cro-Magnon que chegaram à paisagem .
Com seu clã morto, Aō decidiu deixar seu posto avançado na tundra árida e árida da Sibéria, em busca de seu irmão Oā, no sul, onde ele nasceu. Ao longo de sua viagem, Aō é capturado por um bando de humanos modernos. Aqui ele encontra uma mulher Homo sapiens grávida chamada Āki que também foi capturada pela mesma tribo de Cro-Magnon. O marido desta humana, que se chama Āka, é executado (ou sacrificado) pelo líder Agūk.
Depois de testemunhar o assassinato de Āka, Aō decide escapar com a ajuda do ninho de uma vespa que encontrou em uma árvore dentro do acampamento de seus inimigos. Cobrindo-se de lama depois de romper seus laços, ele bate no ninho da vespa para deixar o enxame raivoso distrair seus inimigos por tempo suficiente para ele escapar. Sem que ele soubesse, Āki o seguiu em silêncio até adormecer em uma caverna. Ao acorda depois de ouvir sons estranhos. Com medo de que fossem seus perseguidores, ele apagou a fogueira e foi investigar. Ele descobre que Āki estava gemendo e gritando em uma parte isolada da caverna quando ela estava dando à luz sua filha Wāmā . Ao testemunhar isso, Aō acredita que o bebê recém-nascido é a reencarnação de sua filha falecida, Néā. Enquanto Āki observa o interesse de Aō por sua filha, e não entende por que, devido à barreira do idioma, ela fica cautelosa com Aō.
Depois de derrotar os saqueadores guerreiros Cro-Magnon, Aō finalmente encontra seu local de nascimento. No entanto, ele logo descobre que seu irmão gêmeo Oā, juntamente com todo o seu clã, já foram consumidos por uma doença que havia entrado em sua caverna. Aō é, pelo menos simbolicamente, o único sobrevivente dos neandertais. Ostracizados por outras tribos, Aō e Āki chegam ao sul da Ibéria para se estabelecer e criar uma família em solidão, perto dos últimos sinais conhecidos da vida neandertal na Terra. Na cena final, Āki mostra estar gravemente grávida do filho de Aō, meio irmão de Wāmā.  

## Filmagem
O filme foi filmado em vários locais na Europa; França (incluindo Murat-le-Quaire, Calanque de Sugiton, Vercors, Camargue e Font d'Urle), Bulgária (principalmente a Caverna Prohodna) e Ucrânia.

## Elenco
- Simon Paul Sutton como Aō, o principal protagonista do filme. Ele era o chefe de um pequeno clã neandertal no norte da Sibéria. Depois que seu clã foi exterminado por humanos do início da modernidade, Aō embarca em uma jornada para encontrar sua tribo nativa no sul da Europa e seu irmão gêmeo Oā, de quem ele se separou quando tinha onze anos.
- Aruna Shields como Āki, o segundo protagonista que domina o enredo. Ela é um Homo sapiens feminino que é capturado pela mesma tribo de humanos modernos que aprisionou Aō. Ela provou ser uma personagem feminina independente várias vezes no filme.
- Helmi Dridi como Agūk, o principal Cro-Magnon antagonista do filme. Ele é o chefe de uma tribo de humanos Cro-Magnon.
- Craig Morris como Boorh, neandertal amigo de Aō e membro de seu clã.
- Vesela Kazakova como Unak, neandertal esposa de Aō.
- Yavor Vesselinov como Āka, outro Homo sapiens marido de Āki.
- Sara Malaterre como Wāmā, Homo sapiens de quatro anos, filha de Āki e seu falecido marido. Ela se tornou enteada de Aō depois que sua mãe e ele decidiram se tornar um casal próximo do final do filme.

## Uso como material lúdico
Um artigo de 2013 aborda que esta obra possibilita refletir sobre os caráteres cognitivos do Homo neanderthalensis, dada a complexidade do assunto por se tratar de uma espécie que já foi apresentada ao público como um hominídeo atrasado em relação ao H. sapiens e tenta transferir o espectador para uma realidade passada por meio da reprodução do paleoclima do subcontinente europeu, dos traços físicos dos neandertais e de sua cultura material. 
Um artigo de 2014 afirma que o filme explora bem a viagem de um neandertal pela Europa primitiva e os encontros entre o povo do Homem de Neandertal e Homo sapiens arcaico. O trabalho sugere o que as recentes evidências arqueológicas confirmaram: a coexistência entre esses hominídeos por um período curto antes de os neandertais se tornarem extintos. Neste tema, o filme permite trabalhar então a classificação humana na superfamília Hominidae que atualmente inclui humanos vivos e extintos. 